# Guerau de Queralt i Requesens
Guerau de Queralt i Requesens (Santa Coloma de Queralt-?, 7 d’octubre de 1534) va ser baró de Santa Coloma, fill de Pere de Queralt i Orcau i Gerònima de Requesens i Soler.
En absència de progenitors, els barons Dalmau de Queralt i Violant Ros li cedeixen els drets sobre la baronia de Santa Coloma a Guerau, que n'era el nebot. Poc després de succeir a Dalmau (1499) es casa amb la saragossana Angelina de Luna, la seva esposa almenys fins a 1516, quan la baronessa dicta testament.
El 1508 compra el castell de Montargull. El seu senyoriu va ser beneficiós pel patrimoni dels Queralt, atès que vers aquestes dates ordena refer el castell d’El Catllar, que esdevindrà un emplaçament de referència per a la família fins a finals de segle. El 27 de març de 1526 també adquireix els castells de Montroig i Bellver a Aldonça, viuda del cavaller barceloní Bernat Terré, i al seu fill Rafael.
En l’àmbit polític es disposa d’escassa informació sobre la seva trajectòria. El 1516 consta com a capità de les tropes catalanes que es desplacen al Rosselló.
Guerau va casar-se en segones núpcies amb Cecília de Cardona en una data anterior a 1525, quan neix el primogènit Guerau de Queralt i Cardona, que el succeirà el 1534 en la baronia arran de la seva mort.